# Gyrodontichneumon birmanicus
Gyrodontichneumon birmanicus är en stekelart som beskrevs av Heinrich 1965. Gyrodontichneumon birmanicus ingår i släktet Gyrodontichneumon och familjen brokparasitsteklar. Inga underarter finns listade i Catalogue of Life.